# Esperaindeo
Esperaindeo (... – 855 circa) è stato un religioso e abate arabo di Al-Ándalus, maestro di San Eulogio e di Alvaro di Cordoba.

## Biografia
Si conosce molto poco circa la sua vita. Sant’Eulogio dice come Esperaindeo “servía de gran luz a la Iglesia en tiempo tan oscuro”. Esperaindeo è anche ricordato dall’Eulogio come uomo di grande eloquenza e illustrissimo dottore; anche Alvaro di Cordoba parlò del maestro come di un uomo di celeberrima opinione e dottrina.

## Opere
Grande studioso delle Sacre Scritture, Esperaindeo fu autore di un’opera contro le superstizioni di Mahoma, perduta, di cui San Eulogio tenne traccia nel libro I del suo Memorialis sanctorum libri tres; la trattazione di Esperaindeo era divisa in capitoli, di cui il sesto conteneva alcune frasi copiate dal discepolo, “que es el unico fragmento que logramos de aquel Opuscolo”. Dai passi si può dedurre che Esperaindeo “directly and openly offended Muḥammad” e che per lui Esperaindeo “sees a theological confrontation betweem Christians and Muslims beginning”; l’opera apologetica è concepita come un dialogo in cui alle asserzioni di un musulmano si contrappongono le confutazioni cristiane. In essa, peraltro, Esperaindeo risulta essere il primo autore cristiano che paragona la promessa maomettana del paradiso coranico a un abominevole bordello.
Eulogio ci informa anche del fatto che Esperaindeo fu un abate, anche se non conosciamo con certezza di quale monastero. A proposito, Juan Carlos Lara Olmo in un suo articolo dice la “escuela” di Esperaindeo trovarsi “en la iglesia de San Zoilo”.
A Esperaindeo è anche attribuito uno scritto relativo alle vite dei santi Adolfo e Giovanni, due fratelli sivigliani figli di padre musulmano e madre cristiana, entrambi martiri durante il regno di Abd al-Rahman II poco dopo l’anno 822. La loro morte non è comunque riconducibile ai martirii di Cordoba della metà del IX secolo, essendosi consumata trent’anni prima; peraltro, “their confessions do not appear to have been voluntary”.

## Il presunto martirio
Il Calendario di Cordoba (961) redatto dal vescovo della città Recemondo (per i frammenti in latino, afferenti all’osservanza liturgica) e da ‘Arib b. Sa’d al-Katib (per la parte in arabo, consistente perlopiù in un almanacco), e dedicato all’emiro al-Hakam II ci informa del fatto che Esperaindeo e Alvaro di Cordoba sono stati martiri. Tuttavia, l’informazione è probabilmente falsa, dal momento che non solo la Cronaca è l’unico documento di questo tipo che dice Esperaindeo e il discepolo aver subito il martirio, ma anche perché essa ha un tono palesemente encomiastico nei confronti dei martiri cordovani.

## Il carteggio con Alvaro di Cordoba
Nel suo Epistolario, Alvaro di Cordoba consulta il maestro Esperaindeo circa una questione teologica concernente l’eresia di alcuni gruppi cristiani cordovani. Prima di tutto, tali cattolici (dice Alvaro) negano il dogma della Trinità: “Quod Trinum in unitate et unum in Trinitate non creduunt”.
Questi cattolici interpretando rigidamente il Vangelo e rifacendosi soltanto a esso, senza curarsi delle testimonianze dei profeti, finivano per negare la divinità di Cristo: “Evangelium se suscipere dicunt; et illud quod scriptum est: Ascendo ad Patrem meum et ad Patrem vestrum, ad Deum meum et ad Deum vestrum […]. Christum Deum ac Dominum nostrum hominem tantum asserunt”.
La risposta di Esperaindeo, interrogato per confutare a livello teologico le posizioni degli eretici, non si fece attendere; tuttavia, essendo la refutazione scritta in una carta parallela a quella della lettera, questa non fu ritrovata se non tempo dopo, per quanto un’edizione fosse stata curata dal cardinal Lorenzana nella sua opera SS. PP. Toletanorum quotquot estant opera, da una copia conservata nell’archivio della cattedrale di León.
I due punti cui è chiamato a rispondere, dice il maestro nella prima parte della lettera, pertengono al mistero e pertanto alla fede più che alla teologia; nonostante ciò, Esperaindeo risponde alla richiesta del discepolo confutando le idee degli Assertores.
Riguardo alla prima questione, Esperaindeo risponde rivisitando un passo del “libro VIII De Trinitate del pseudo.Virgilio, acertadamente adaptado a las exigencias de la consulta del Alvaro”: l’aggiunta maggiore è quella inerente alla frase “una virtus, unus Deus, tria vocabula”, di cui l’abate fornisce una parafrasi che sconfessa quel “in Trinitate non creduunt” (vedi supra, nota 12) denunciato da Alvaro.
Altra interpolazione di Esperaindeo ribadisce con fermezza la posizione anti-priscillianista dello pseudo Virgilio; l’errore dei priscilliani risiedeva nel vedere nella Trinità “tres virtutes y no tres personas”.
Per la seconda richiesta avanzatagli da Alvaro, Esperaindeo propone un discorso teologico che si rifà più strettamente al Concilio II di Siviglia.